# Krzysztof Zbaraski
Krzysztof Zbaraski herbu własnego (ur. w 1579 roku – zm. 6 marca 1627 roku w Końskowoli) – koniuszy koronny w latach 1610–1627, starosta krzemieniecki w latach 1608-1627, ambasador Rzeczypospolitej w Imperium Osmańskim w latach 1622–1624, starosta wiślicki od 1617 roku, starosta bolesławski od 1615 roku, starosta solecki od 1615 roku, starosta tryliski, książę.

## Życiorys
Był synem Janusza Zbaraskiego i Anny Czetwertyńskiej, bratem Jerzego Zbaraskiego. Nie ożenił się i nie miał dzieci. Był przedostatnim z rodziny Zbaraskich.
Po początkowych studiach w kraju, wraz z bratem wyjechali w 1591 roku w podróż zagraniczną. Odwiedzili Niemcy, Włochy i Francję. Studiowali w Padwie w latach 1592-1593. Do kraju powrócili na przełomie 1594 i 1595 roku. W latach 1602–1605 Krzysztof ponownie przebywał we Włoszech, gdzie odbył gruntowne studia pod okiem słynnego Galileusza.
Był koniuszym wielkim koronnym, członkiem komisji do spraw kozackich i taryf cenowych, starostą wiślickim, hrubieszowskim. Za długi Tęczyńskich przejął klucz końskowolski.
Poseł województwa sandomierskiego na   sejm 1620 roku i sejm 1621 roku, sejm 1624, 1625 i sejm nadzwyczajny 1626 roku.
Był też wysyłany w misje zagraniczne. Do legendy przeszło jego poselstwo do Konstantynopola (1622–1624), a to ze względu na fantastyczny przepych towarzyszący jego orszakowi, w dużej mierze własnego sumptu. Misja przeprowadziła m.in. wykup polskich jeńców, w tym Stanisława Koniecpolskiego. Poselstwo to zostało opisane przez jednego z uczestników Samuela Twardowskiego w poemacie: Przeważna legacyja, Jaśnie Oświeconego Książęcia Krzysztofa Zbaraskiego.. Był też fundatorem kolegium jezuickiego w Winnicy.

Pochowany w kaplicy Zbaraskich przy krakowskim kościele dominikanów pw. św. Trójcy.